# Ituzaingó (partido)
Ituzaingó (Partido de Ituzaingó) is een partido in de Argentijnse provincie Buenos Aires. Het bestuurlijke gebied telt 162.983 inwoners. Tussen 1991 en 2001 daalde het inwoneraantal met 3,83 %.

## Plaatsen in partido Ituzaingó
- El Pilar
- Ituzaingó
- Parque Leloir
- San Alberto
- Villa Ariza
- Villa Udaondo